# 윤성희 (작가)
윤성희(1971년 2월 14일 ~)는 대한민국의 드라마 작가다.
1993년 이화여자대학교 사학과를 졸업하였으며, 대학교 2학년 때부터 방송일을 시작하였고, MBC 라디오 《별이 빛나는 밤에》, 《김현철의 밤의 디스크쇼》 등의 대본을 썼다. 1996년 12월 5일 제7회 서울가요대상에서 이문세의 〈조조할인〉으로 최고작사가상을 수상하며 주목을 받았다. 이밖에도 댄스그룹 R.ef의 〈이별공식〉, 엄정화의 〈하늘만 허락한 사랑〉 등도 작사하였다.
2017년부터 메가몬스터 소속이다.

## 학력
- 이화여자대학교 사학과 졸업

## 주요 작품

### 텔레비전 드라마
- 《짝》 (MBC, 1994년 11월 20일 ~ 1998년 1월 4일)[5]
- 《적과의 동거 - 제3화 곰과 여우》 (MBC,1998년 9월 2일 ~ 1998년 9월 3일)
- 《아름다운 날들》 (SBS, 2001년 3월 14일 ~ 2001년 5월 31일)
- 《별을 쏘다》 (SBS, 2002년 11월 20일 ~ 2003년 1월 9일)
- 《지금은 연애중》 (SBS, 2002년 1월 16일 ~ 2002년 3월 7일)
- 《매직》 (SBS, 2004년 8월 28일 ~ 2004년 10월 17일)
- 《핑구어리》 (SBS, 2005년 2월 10일)
- 《꽃 찾으러 왔단다》 (KBS, 2007년 5월 14일 ~ 2007년 7월 3일)
- 《총각네 야채가게》 (채널A, 2011년 12월 21일 ~ 2012년 3월 8일)